# Dorothy Shepherd Barron
Pour les articles homonymes, voir Shepherd et Barron.
Dorothy Shepherd, née le 24 novembre 1897 et morte le 20 février 1953, est une joueuse de tennis britannique de l'entre-deux-guerres. Elle est connue aussi sous son nom de femme mariée, Dorothy Shepherd-Barron.
Avec Evelyn Colyer, elle décroche la médaille de bronze en double dames aux Jeux olympiques de Paris en 1924.
En 1931, associée à Phyllis Mudford, elle remporte le tournoi de Wimbledon en double dames, deux ans après une finale perdue avec Phyllis Howkins Covell.

## Palmarès (partiel)

### Titre en double dames
| No | Date       | Nom et lieu du tournoi      | Catégorie | Surface      | Partenaire      | Finalistes                 | Score         |          |
| -- | ---------- | --------------------------- | --------- | ------------ | --------------- | -------------------------- | ------------- | -------- |
| 1  | 22/06/1931 | The Championships Wimbledon | G. Chelem | Gazon (ext.) | Phyllis Mudford | Doris Metaxa Josane Sigart | 3-6, 6-3, 6-4 | Parcours |

### Finales en double dames
| No | Date       | Nom et lieu du tournoi                 | Catégorie | Surface      | Vainqueures                    | Partenaire      | Score         |          |
| -- | ---------- | -------------------------------------- | --------- | ------------ | ------------------------------ | --------------- | ------------- | -------- |
| 1  | 24/06/1929 | The Championships Wimbledon            | G. Chelem | Gazon (ext.) | Peggy Saunders Phoebe Holcroft | Phyllis Howkins | 6-4, 8-6      | Parcours |
| 2  | 19/08/1929 | US National Championships Forest Hills | G. Chelem | Gazon (ext.) | Phoebe Holcroft Peggy Saunders | Phyllis Howkins | 2-6, 6-3, 6-4 | Parcours |

### Finales en double mixte
| No | Date       | Nom et lieu du tournoi         | Catégorie | Surface      | Vainqueures                    | Partenaire     | Score         |          |
| -- | ---------- | ------------------------------ | --------- | ------------ | ------------------------------ | -------------- | ------------- | -------- |
| 1  | 25/06/1923 | The Championships Wimbledon    | G. Chelem | Gazon (ext.) | Elizabeth Ryan Randolph Lycett | Lewis Deane    | 6-4, 7-5      | Parcours |
| 2  | 23/06/1924 | The Championships Wimbledon    | G. Chelem | Gazon (ext.) | Kitty McKane John Gilbert      | Leslie Godfree | 6-3, 3-6, 6-3 | Parcours |
| 3  | 25/05/1931 | Internationaux de France Paris | G. Chelem | Terre (ext.) | Betty Nuthall Patrick Spence   | Henry Austin   | 6-3, 5-7, 6-3 | Parcours |
| 4  | 25/06/1934 | The Championships Wimbledon    | G. Chelem | Gazon (ext.) | Dorothy Round Tatsuyoshi Miki  | Henry Austin   | 3-6, 6-4, 6-0 | Parcours |

## Parcours en Grand Chelem (partiel)
Si l’expression « Grand Chelem » désigne classiquement les quatre tournois les plus importants de l’histoire du tennis, elle n'est utilisée pour la première fois qu'en 1933, et n'acquiert la plénitude de son sens que peu à peu à partir des années 1950.

### En simple dames
| Année | Championnat d'Australasie Championnat d'Australie | Championnat d'Australasie Championnat d'Australie | Championnat de France Internationaux de France | Championnat de France Internationaux de France | Wimbledon       | Wimbledon        | US National | US National |
| 1923  | -                                                 | -                                                 | -                                              | -                                              | 4e tour (1/8)   | Elizabeth Ryan   | -           | -           |
| 1924  | -                                                 | -                                                 | -                                              | -                                              | 1/4 de finale   | Phyllis Carr     | -           | -           |
| 1926  | -                                                 | -                                                 | 2e tour (1/8)                                  | Suzanne Lenglen                                | 1er tour (1/32) | Winifred Beamish | -           | -           |
| 1928  | -                                                 | -                                                 | -                                              | -                                              | 2e tour (1/32)  | Eileen Bennett   | -           | -           |
| 1929  | -                                                 | -                                                 | -                                              | -                                              | 2e tour (1/32)  | Joan Fry         | -           | -           |
| 1931  | -                                                 | -                                                 | 1er tour (1/32)                                | C. Rosambert                                   | 2e tour (1/32)  | Mary Heeley      | -           | -           |
| 1932  | -                                                 | -                                                 | -                                              | -                                              | 3e tour (1/16)  | Helen Jacobs     | -           | -           |
| 1933  | -                                                 | -                                                 | -                                              | -                                              | 2e tour (1/32)  | Freda James      | -           | -           |
| 1934  | -                                                 | -                                                 | -                                              | -                                              | 2e tour (1/32)  | Sybil Johnson    | -           | -           |
| 1935  | -                                                 | -                                                 | -                                              | -                                              | 2e tour (1/32)  | Margaret Scriven | -           | -           |

À droite du résultat, l’ultime adversaire.

### En double dames
| Année | Championnat d'Australasie Championnat d'Australie | Championnat d'Australasie Championnat d'Australie | Internationaux de France  | Internationaux de France  | Wimbledon                   | Wimbledon                   | US National       | US National             |
| 1926  | -                                                 | -                                                 | 1/2 finale Joan Fry       | S. Lenglen Julie Vlasto   | -                           | -                           | -                 | -                       |
| 1928  | -                                                 | -                                                 | -                         | -                         | 1/4 de finale P. Howkins    | E. Bennett E. Harvey        | -                 | -                       |
| 1929  | -                                                 | -                                                 | -                         | -                         | Finale P. Howkins           | P. Saunders P. Holcroft     | Finale P. Howkins | P. Holcroft P. Saunders |
| 1931  | -                                                 | -                                                 | 1/4 de finale Mary Heeley | Sylvie Jung Josane Sigart | Victoire P. Mudford         | Doris Metaxa Josane Sigart  | -                 | -                       |
| 1932  | -                                                 | -                                                 | -                         | -                         | 1/4 de finale Phyllis King  | Lolette Payot Muriel Thomas | -                 | -                       |
| 1933  | -                                                 | -                                                 | -                         | -                         | 1er tour (1/32) P. Howkins  | E. Bennett Betty Nuthall    | -                 | -                       |
| 1934  | -                                                 | -                                                 | -                         | -                         | 3e tour (1/8) P. Howkins    | E. Dearman Nancy Lyle       | -                 | -                       |
| 1935  | -                                                 | -                                                 | -                         | -                         | 3e tour (1/8) Joan Ridley   | Jędrzejowska Susan Noel     | -                 | -                       |
| 1937  | -                                                 | -                                                 | -                         | -                         | 2e tour (1/16) Rosl Krauss  | Helen Ramsey Yvonne Brown   | -                 | -                       |
| 1938  | -                                                 | -                                                 | -                         | -                         | 2e tour (1/16) P. Saunders  | Olive Craze S. Piercey      | -                 | -                       |
| 1939  | -                                                 | -                                                 | -                         | -                         | 2e tour (1/16) Alice Ingram | Helen Jacobs Billie Yorke   | -                 | -                       |

Sous le résultat, la partenaire ; à droite, l’ultime équipe adverse.

### En double mixte
| Année | Championnat d'Australasie Championnat d'Australie | Championnat d'Australasie Championnat d'Australie | Championnat de France Internationaux de France | Championnat de France Internationaux de France | Wimbledon           | Wimbledon                 | US National | US National |
| 1923  | -                                                 | -                                                 | -                                              | -                                              | Finale Lewis Deane  | E. Ryan R. Lycett         | -           | -           |
| 1924  | -                                                 | -                                                 | -                                              | -                                              | Finale L. Godfree   | Kitty McKane John Gilbert | -           | -           |
| 1931  | -                                                 | -                                                 | Finale Henry Austin                            | Betty Nuthall P. Spence                        | -                   | -                         | -           | -           |
| 1934  | -                                                 | -                                                 | -                                              | -                                              | Finale Henry Austin | Dorothy Round T. Miki     | -           | -           |

Sous le résultat, le partenaire ; à droite, l’ultime équipe adverse.

## Parcours aux Jeux olympiques

### En simple dames
| # | Date       | Nom de l'olympiade           | Surface      | Résultat      | Ultime adversaire | Score    |          |
| - | ---------- | ---------------------------- | ------------ | ------------- | ----------------- | -------- | -------- |
| 1 | 13/07/1924 | Jeux olympiques d'été, Paris | Terre (ext.) | 1/4 de finale | Julie Vlasto      | 6-4, 6-2 | Parcours |

### En double dames
| # | Date       | Nom de l'olympiade          | Surface      | Résultat | Partenaire    | Ultimes adversaires                   | Score    |          |
| - | ---------- | --------------------------- | ------------ | -------- | ------------- | ------------------------------------- | -------- | -------- |
| 1 | 13/07/1924 | Jeux olympiques d'été Paris | Terre (ext.) | Bronze   | Evelyn Colyer | Marguerite Broquedis Yvonne Bourgeois | 6-1, 6-2 | Parcours |